# Ditrans,policis-poliprenil difosfat sintaza ((2E,6E)-farnezil difosfat specifična)
Ditrans,policis-poliprenil difosfat sintaza ((2E,6E)-farnezil difosfat specifična) (EC 2.5.1.87, -preniltransferaza, Srt1p, Srt2p Z-preniltransferaza, ACPT, dehidrodolihil difosfatna sintaza 1) je enzim sa sistematskim imenom (2E,6E)-farnezil-difosfat:izopentenil-difosfat cistransferaza (dodaje 10--55 izopentenilnih jedinica). Ovaj enzim katalizuje sledeću hemijsku reakciju
(2E,6E)-farnezil difosfat + n izopentenil difosfat {\displaystyle \rightleftharpoons } n difosfat + ditrans,policis-poliprenil difosfat (n = 10--55)
Ovaj enzim učestvuje u biosintezi dolihola (dugolančanog poliprenola) sa zasićenim alfa-izoprenskim jedinicama.

## Literatura
- Nicholas C. Price; Lewis Stevens (1999). Fundamentals of Enzymology: The Cell and Molecular Biology of Catalytic Proteins (Third изд.). USA: Oxford University Press. ISBN 019850229X.
- Eric J. Toone (2006). Advances in Enzymology and Related Areas of Molecular Biology, Protein Evolution (Volume 75 изд.). Wiley-Interscience. ISBN 0471205036.
- Branden C; Tooze J. Introduction to Protein Structure. New York, NY: Garland Publishing. ISBN 0-8153-2305-0.
- Irwin H. Segel. Enzyme Kinetics: Behavior and Analysis of Rapid Equilibrium and Steady-State Enzyme Systems (Book 44 изд.). Wiley Classics Library. ISBN 0471303097.
- William P. Jencks (1987). Catalysis in Chemistry and Enzymology. Dover Publications. ISBN 0486654605.

## Spoljašnje veze
- Ditrans,polycis-polyprenyl+diphosphate+synthase+((2E,6E)-farnesyl+diphosphate+specific) на 